# 아사쿠사 신사

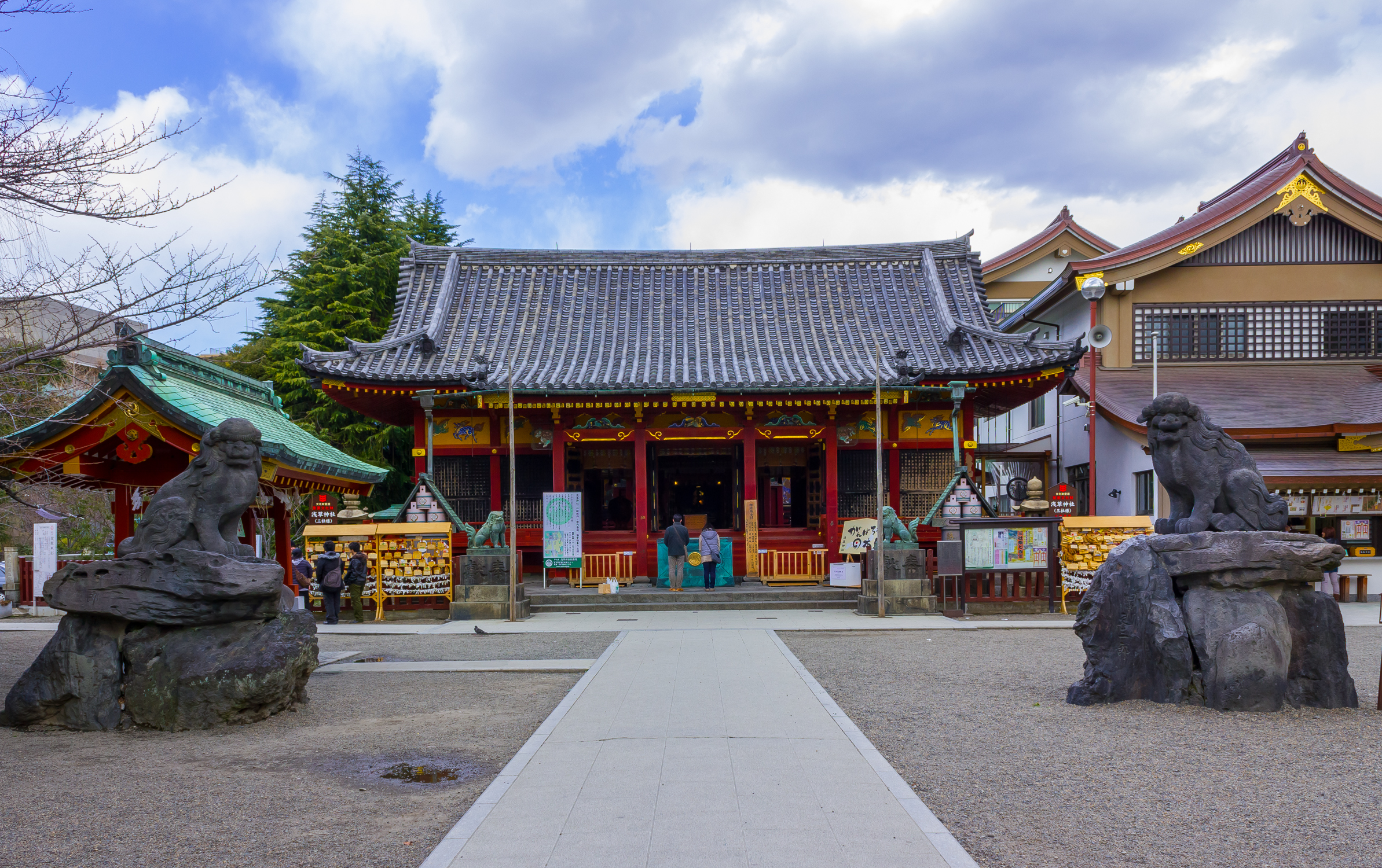
아사쿠사 신사

아사쿠사 신사(일본어: 浅草神社 아사쿠사 진자[*])는 일본 도쿄도 다이토구 아사쿠사의 센소지 오른쪽에 위치한 신사이다. 5월에 산자마쓰리가 열린다.